# Le Sourn
Le Sourn (bret. Ar Sorn) – miejscowość i gmina we Francji, w regionie Bretania, w departamencie Morbihan.
Według danych na rok 1990 gminę zamieszkiwało 1790 osób, a gęstość zaludnienia wynosiła 112 osób/km² (wśród 1269 gmin Bretanii Le Sourn plasuje się na 353. miejscu pod względem liczby ludności, natomiast pod względem powierzchni na miejscu 622.).